# Perdita supranitens
Perdita supranitens är en biart som beskrevs av Timberlake 1964. Perdita supranitens ingår i släktet Perdita och familjen grävbin. Inga underarter finns listade i Catalogue of Life.